# Cascades Rainbow (Waianiwaniwa)
Les cascades Rainbow (en māori, Waianiwaniwa, Cascades Arc de Sant Martí), són unes cascades que es troben al riu Kerikeri, prop de Kerikeri, Nova Zelanda.

## Localització i característiques

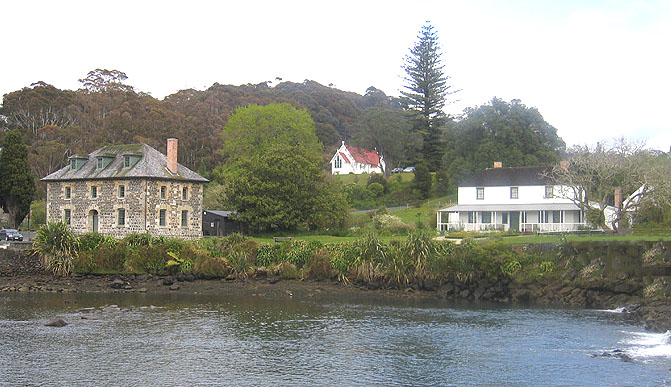
Stone Store a l'esquerra, St James Church a la part posterior, i Mission House a la dreta

A diferència de la majoria de les cascades de Nova Zelanda que són creades per l'erosió de roca tova, les cascades Rainbow estan ubicades sobre una capa de roca basàltica dura que està al costat d'una fangolita més tova. Les cascades es van formar quan l'aigua va erosionar la fangolita. La cascada de 27 metres d'altura és molt popular entre els turistes i es fotografia regularment des d'una zona propera del Departament de Conservació.
El Rainbow Falls Walk és un camí que es triga uns 10 minuts a recórrer i que connecta amb el camí del riu Kerikeri, que té uns 3,5 km i es triga unes 1,5 hores a peu. Es dirigeix cap a la conca del riu Kerikeri, on es troben els edificis antics de Kerikeri, la botiga de pedra (Stone Store), la casa de missió (Mission House), i l'església de Sant Jaume (St James Church), a més del poble de Rewa i el cor històric Kororipo Pa.
El camí segueix la riba nord del riu i passa per l'hàbitat del kiwi (Apteryx) i els regenerat arbres autòctons com el kauri (Agathis australis) i el tōtara (Podocarpus totara).